# Manoir Burchard (Tallinn)
Le manoir Burchard (Burchardshof en allemand ; Burchardi suvemõis en estonien) est un ancien manoir d'été (Höfchen en allemand, suvemõis en estonien) de la seconde moitié du XVIIe siècle situé à Tallinn, le long de la route de Narva, à l'actuel numéro 91.

## Histoire
L'histoire du bâtiment remonte au milieu du XVIIe siècle. Sur le terrain donné au docteur Johann III Burchard von Bellawary, propriétaire de la Pharmacie de l'Hôtel-de-Ville de Tallinn, en compensation de la création du remblai de fortification de la porte Viru à la place du verger et jardin d'herbes aromatiques des Burchard, est construit un manoir sous la colline de Lasnamäe (Lascksberg), qui est nommé « Burchartchen Höfcen » - le domaine de Burchart. Étant donnée une superficie du terrain nettement supérieure, Burchard dû payer 400 thalers à la municipalité de Tallinn. 

Il n'y a aucune information sur l'architecture originale du bâtiment, mais il était probablement en pierre, une structure représentative de l'époque. Les Burchard possédèrent la résidence d'été jusqu'à la Première Guerre mondiale.
Après la guerre du Nord, la construction de chalets d'été dans les environs de Tallinn devient populaire. L'exemple le plus imposant est probablement le château et le parc de Kadriorg, construits entre 1718 et 1723, dont les principes architecturaux ont probablement été suivis par le « domaine » de Burchardt. D'un côté du bâtiment, il y avait un parc avec un étang (ou des étangs) romantique, et de l'autre côté, il y avait probablement un jardin ordinaire avec des parterres de fleurs et de la verdure basse. 

La construction de chalets d'été s'est poursuivie à Tallin jusqu'au XIXe siècle, atteignant le nombre de 45. La plupart d'entre eux ont été reconstruits ou détruits au cours du développement ultérieur de la ville, ce qui souligne l'importance de la préservation de l'ancien manoir d'été de Burchard comme témoin de l'architecture historique de la ville Tallinn.
Le manoir d'été de Burchard a subi plusieurs remaniements aux cours des siècles, avec une rénovation d'ampleur en 1996.

## Sources
1. ↑  Google Earth

- Notice détaillée sur le site photobuildings
- Photo du manoir (1970) - Portail des musées publics d'Estonie